# Camouflage (Album)
Camouflage ist das sechste Studioalbum des österreichischen Rappers Nazar. Es erschien am 22. August 2014 bei Universal Music Austria im Rahmen einer Kooperation mit Wolfpack Entertainment. Unter anderem sind Sido, Falco und Mark Forster auf dem Album mit Gastbeiträgen vertreten.

## Geschichte
Im Februar 2014 gab Nazar das Release-Datum bekannt. Die gesamte Titelliste wurde erst am 30. Juni 2014 veröffentlicht. Am 22. August 2014 wurde das Album zum Verkauf bereitgestellt. Zuvor wurden die Singleauskopplungen Freundlicher Diktator und Zwischen Zeit und Raum herausgegeben.
Es erreichte Platz 1 der österreichischen Charts und somit Goldstatus.

## Titelliste
| #  | Titel                                | Länge |
| -- | ------------------------------------ | ----- |
| 1  | Intro                                | 2:13  |
| 2  | Rapbeef                              | 2:39  |
| 3  | Freundlicher Diktator                | 2:46  |
| 4  | Kanax                                | 3:27  |
| 5  | Eines Tages                          | 3:26  |
| 6  | Borderliner                          | 3:49  |
| 7  | Rosenkrieg                           | 3:43  |
| 8  | Zwischen Zeit und Raum (feat. Falco) | 3:06  |
| 9  | Trauerweide                          | 3:15  |
| 10 | Randale                              | 3:16  |
| 11 | Ibrahimovic                          | 2:46  |
| 12 | Schüsse in die Luft (feat. Sido)     | 3:01  |
| 13 | Alles rasiert (feat. Celo & Abdi)    | 3:40  |
| 14 | Richtig oder Falsch                  | 3:19  |
| 15 | Camouflage (feat. Mark Forster)      | 3:19  |
| 16 | Outro                                | 3:05  |
| 17 | Nazar – Bonus-Track                  | 2:50  |
| 18 | Vorbei – Bonus-Track                 | 3:12  |
| 19 | Stresstherapie – Bonus-Track         | 2:51  |
| 20 | Karussell – Bonus-Track              | 3:18  |

## Rezeption
„Wir kriegen einen musikalisch stringenten und stimmigen Klangteppich, Flows, Technik, Reime, Vergleiche und ab und zu sogar eine Portion Humor. Alles da, wo es hingehört. Und genau das, ist das Problem. Keine Überraschungen, keine Leuchttürme der Unvorhersehbarkeit. […] Eine Konzentration aller Stärken. Doch langsam wird genau das langweilig.“

„Nach fünf vorangegangenen Soloalben erschuf Nazar mit ‚Camouflage‘ ein für ihn ‚perfektes Album‘. Widmet man sich dem Werk mit entsprechend gestiegener Erwartungshaltung, stellt man fest, dass es diesem Prädikat ziemlich nahe kommt. Der Rapper präsentiert sich innerlich gereift und thematisch vielseitig, ohne dabei den berühmten roten Faden zu verlieren.“